# 鄂齐尔
鄂齐尔（17世纪1648年后—1683年），博尔济吉特氏，蒙古巴林部人，巴林右旗扎萨克多罗郡王，皇太极外孙，色布腾与固伦淑慧公主之次子。
康熙七年（1668年），鄂布尔袭其父之巴林右旗扎萨克多罗郡王爵位。康熙十二年（1673年）朝觐康熙帝，在南苑从康熙帝行猎，请从征讨伐吴三桂并献马助军。康熙十三年（1674年），奉旨派遣其弟格哷尔图、偕巴林左翼贝子温春督兵前赴兖州。康熙十四年（1675年），察哈尔部布尔尼叛乱，鄂齐尔奉召随抚远大将军信郡王鄂扎前往平叛。康熙二十二年（1683年）去世，其长子纳木达克、次子乌尔衮、三子桑哩达相继袭其爵位。